# 七瀬ひとみ
七瀬 ひとみ（ななせ ひとみ、1992年8月28日 - ）は、日本のAV女優。プライムエージェンシー所属。
別名:酒井京香(さかい きょうか),樋口佳代(ひぐち かよ)。

## 略歴・人物
神奈川県出身。15歳の時に40歳くらいの男性と初体験を済ませる。プロデューサーからは人妻役が似合うとよく言われている。
2014年12月4日Twitterを開始。
趣味・特技は料理、麻雀、弓道。

## 出演作品

### アダルトDVD
2015年
- あ〜やらしい! 46 淫乱お嬢様の精飲癖（4月3日、S.P.C）
- 姉を犯す弟による姉弟相姦SEX隠し撮り投稿映像（4月17日、sister）他出演:高山えみり
- 「ねぇ?あたしと一緒にチャットでいっぱ〜いHなことしよ♥」 制服美少女!ピチャピチャ潮吹きLIVEチャットオナニー 4時間DX vol.07（5月1日、VALEX）他出演:川村まや、杏咲望、久我かのん、安城アンナ、高山えみり
- 女子校生の敏感乳首オナニー（5月11日、OFFICE K'S）他出演:白咲碧、桃宮もも、小澤ゆうき、さくら悠
- 超ドアップでおま○こ＊アナルくぱあ〜 私だけを見てみてオナニー 絶頂イキまくり4時間10人（5月15日、プリモ）他出演:浜崎真緒、蓮実クレア、原千草、伊藤りな、大西りんか、小川みちる、鳴美れい、あすか光希、堀内秋美
- 湊莉久&女監督なんともJAPANが行く 仲良し2人組限定! 親友の目の前で恥じらいのびっくんびっくん大痙攣!友達同士の超濃厚レズ3Pスペシャル（5月25日、ナンパJAPAN）共演:湊莉久、星空もあ　他出演:井みお、真島かおる、桜木優希音、希咲あや、早瀬ありす、若菜みなみ
- 困っている人を見るとほっとけない!! 世話好き過ぎてなんでもしてくれちゃう隣の美人妻（6月1日、MAGIC）他出演:工藤美紗、朝桐光
- JKぬるまんダンス（6月19日、虎堂）他出演:宮下華奈、愛沢エルサ、白咲碧、加藤あやの
- 一般男女モニタリングAV 心優しい巨乳の女先輩と社会人になってもまだ童貞の新入社員がキスから素股までの過激ミッションに挑戦！恥じらいつつもアソコ◆が擦れて濡れちゃった先輩マ○コに興奮した童貞チ○ポが勢い余ってヌルッと大挿入！（8月20日,DEEP'S）
- シ十物語 〜AV女優に逢いたくて〜（9月1日、バルタン）※AV OPEN 2015 エントリー作品　他出演:なごみ、なつめ愛莉、三上里穂、翼みさき、西山樹、海野空詩、愛原れの、藤本紫媛、東城華菜
- 絶対服従トランスサークル 調教・ハードレズ・緊縛・アナル・中出し・スペレズ・大乱交 チ●ポとザーメンを求めて狂いまくる快感奴隷7匹の調教記録（9月1日、プレステージ）AV OPEN 2015 エントリー作品　共演:宇佐美まい、初美沙希、羽月希、星空もあ、せいの彩葉、鳴月らん
- 浮気妻制裁レイプ! 行動がアヤシイ妻を興信所を使って調査 強姦好きの皆さんを集めて浮気現場に乗り込んで復讐レイプ!（10月8日、サディスティックヴィレッジ）他出演:松本メイ、牧村ひな、白咲碧
- 自宅侵入レイプ! 昼職で出会った“働く女子”の会社住所を名刺で調べて帰宅時にストーキング 自宅でくつろいでいるところに侵犯して問答無用レイプ!（10月22日、サディスティックヴィレッジ）他出演:牧村ひな、園原真央、松本メイ
- あの娘はまさかのムッツリ痴女!? 職場の真面目なメガネOLは実はド淫乱だった!! いやらしい言葉で攻めまくり、どぴゅっと絞り出した精子をごっくん!!（11月8日、MAGIC）他出演:あやね遥菜、宇野ゆかり
- ヨガとかやってる美人OL 実は酒と麻雀好きな干物女 理想のスローセックスとはほど遠いえげつない交尾で失神寸前!（12月1日、リコピン）
- ○袋人妻ヘルスの新人研修に密着! 素股講習中にご無沙汰マ○コが擦れすぎて気持ちよくなってしまった奥様たちは 入れちゃダメなんですよねといいつつ他人棒の膣内初挿入を拒めない!!（12月25日、SCOOP）他出演:川瀬麻衣、榎本優樹菜、藍原真里 ほか

2016年
- 100万円でモニタリングさせてください! 素人女性がM性感チャレンジ! 女性に一方的に責められたいM願望男子を募集してベッドに目隠し拘束! 制限時間内に射精させた回数だけ謝礼UPに自分がここまで肉食だと思わなかった女子5名がアノ手あの口そして大胆M字騎乗でイキ狂うほど腰振りまくって何発ヌイてしまうのか?（1月22日、SCOOP）他出演:森はるら、あおいれな、聖菜アリサ、園田花凛
- 経験豊富な優しい素人人妻が最高の童貞筆おろし 4（3月5日、アイエナジー）他出演:あさひ奈々、峰岸まおみ、塚田詩織、伊東紅
- ご近所若妻の無防備マ○コを媚薬バイブでアクメ強姦! 膣粘膜に襲いかかる痙攣刺激に最初抵抗していた奥さんも自ら勃起チ○ポを求めてハメ狂う!（3月11日、SCOOP）他出演:水原さな、蓮実クレア、川越ゆい、大城かえで